# Осадочные горные породы

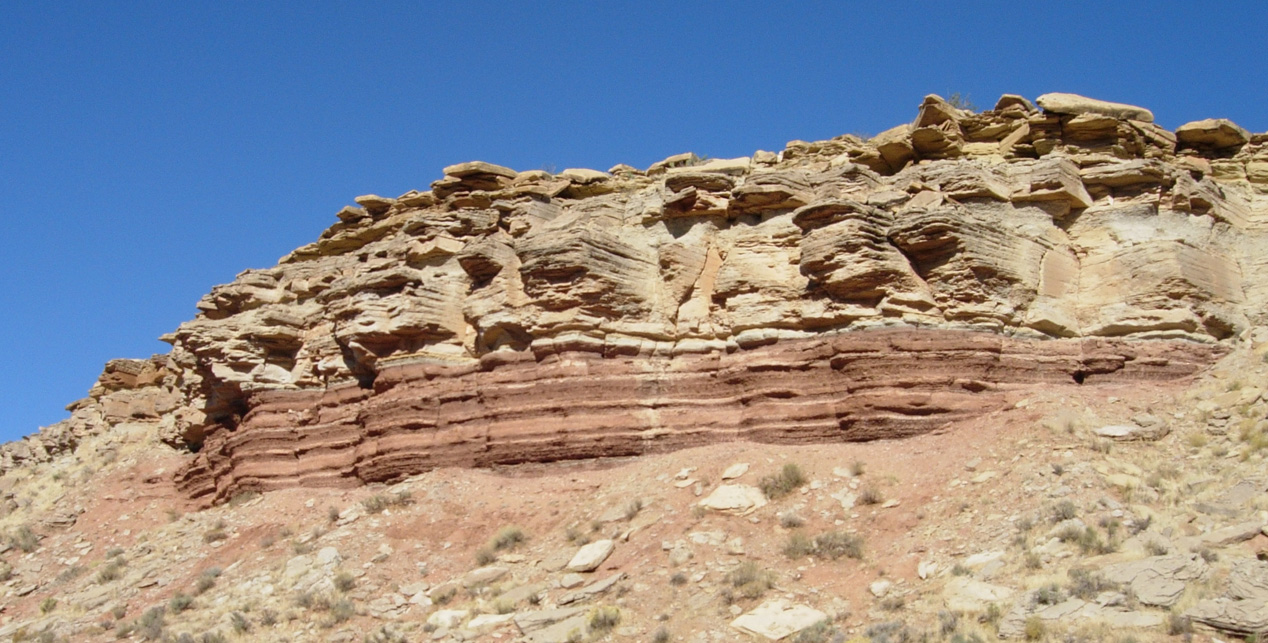

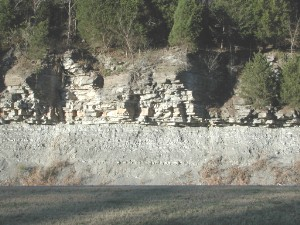
2 типа осадочных горных пород: известняки (снизу), сланцы (сверху)

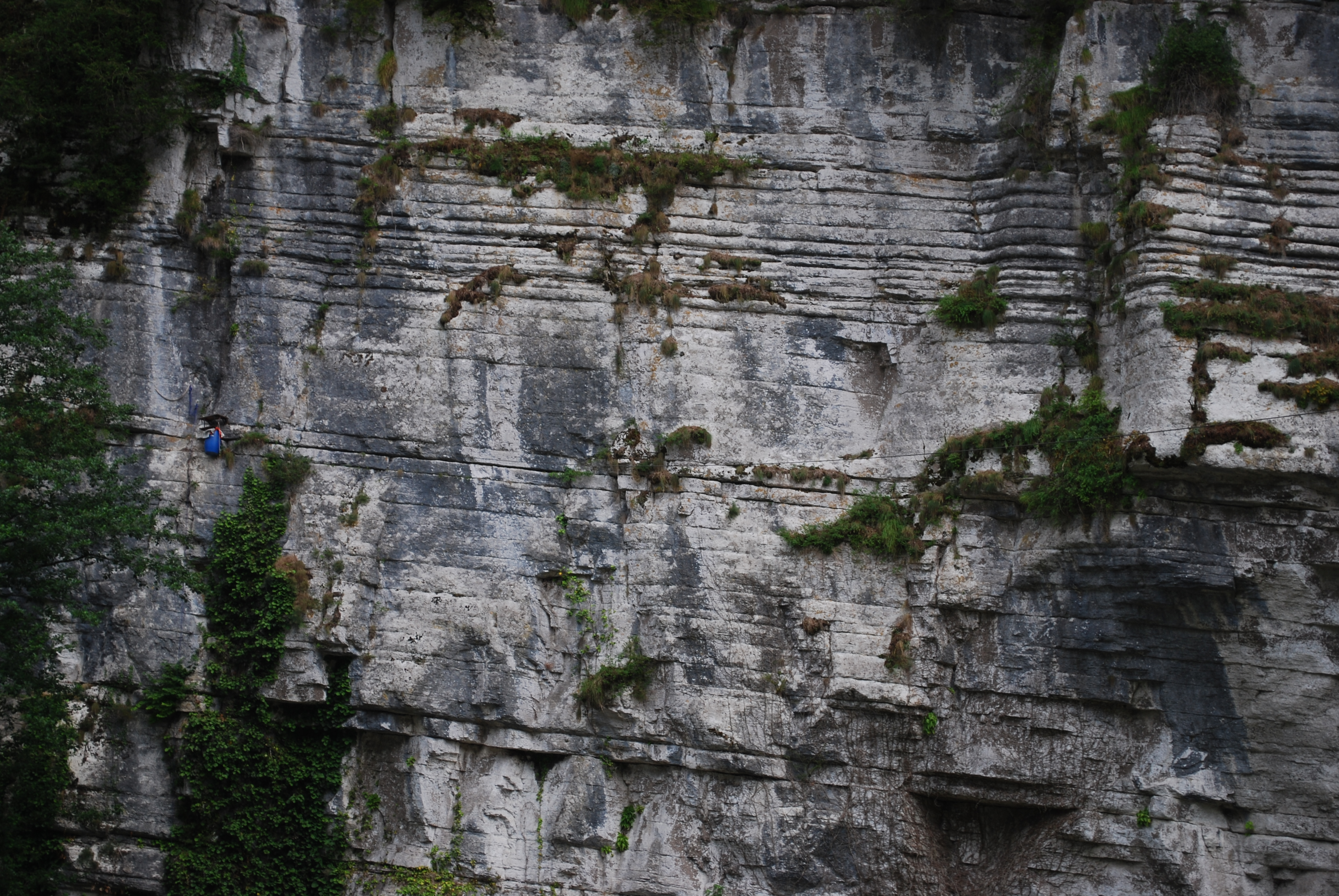
Слои осадочных горных пород в ущелье Ах-цу. Адлерский район города Сочи.

Оса́дочные го́рные поро́ды — горные породы, существующие в термодинамических условиях, характерных для поверхностной части земной коры, и образующиеся в результате переотложения продуктов выветривания и разрушения различных горных пород, химического и механического выпадения осадка из воды, жизнедеятельности организмов или всех трёх процессов одновременно. А также верхний слой в земной коре.
Большинство осадочных пород залегает в виде пластов, или слоёв. Изучением осадочных горных пород занимается наука литология.

## Описание
Более трёх четвертей площади материков покрыто ОГП, поэтому с ними наиболее часто приходится иметь дело при геологических работах. Кроме того, с ОГП генетически или пространственно связана подавляющая часть месторождений полезных ископаемых. В них хорошо сохранились окаменелые остатки вымерших организмов, по которым можно проследить историю развития различных уголков Земли. Исходным материалом при их формировании являются минеральные вещества, образовавшиеся за счёт разрушения существовавших ранее минералов и горных пород магматического, метаморфического или осадочного происхождения и перенесённые в виде твёрдых частиц или растворённого вещества.
Одни исследователи (Vatan, 1955) считают литологию частью седиментологии, другие (Страхов, Логвиненко) — наоборот.
Реальные взаимоотношения между этими науками устанавливаются с позиции дилеммы прямая задача — обратная задача:
- Прямая задача — определение особенностей формирования осадков, из которых образуются в дальнейшем осадочные горные породы, в различных физико-механических и физико-химических условиях. Большой вклад в решение этой проблемы внёс Н. М. Страхов (1900—1978)[1][3].
- Обратная задача — на основе анализа наблюдаемых свойств осадочных пород, восстановление условий их образования. Существенный вклад в решение этой проблемы внёс Л. В. Пустовалов[4], а также практически все геологи и, в частности, литологи, которые занимаются изучением осадочных пород.

Опираясь на это разделение типов задач, можно утверждать, что седиментология — форма решения прямой задачи, тогда как литология — обратной задачи. Несмотря на их близость, это — задачи, решения которых направлены в противоположные стороны. Учитывая вышесказанное, можно говорить, что конечной целью литологии является определение палеогеографических условий формирования осадочных пород.

## Классификация осадочных горных пород
Различные классификации осадочных пород были предложены Ж. Лаппараном (1923), В. П. Батуриным (1932), М. С. Швецовым (1934), Л. В. Пустоваловым (1940), В. И. Лучицким (1948), Г. И. Теодоровичем (1948), В. М. Страховым (1960) и другими исследователями.
Однако для простоты изучения применяется сравнительно простая классификация, в основе которой лежит генезис (механизм и условия образования) осадочных пород. Согласно ей осадочные породы подразделяются на обломочные, хемогенные, органогенные и смешанные.

## Генезис осадочных горных пород
«Осадочные горные породы» объединяют три принципиально различные группы поверхностных (экзогенных) образований, между которыми практически отсутствуют существенные общие свойства. Собственно из осадков образуются хемогенные (соли) и механогенные (обломочные, частично терригенные) осадочные породы. Образование осадков происходит на поверхности земли, в её приповерхностной части и в водных бассейнах. Но применительно к органогенным породам довольно часто термин «осадок» не применим. Так если осаждение скелетов планктонных организмов ещё можно отнести к осадкам, то куда отнести скелеты донных, а тем более колониальных, например, кораллов, организмов не ясно. Это говорит о том, что сам термин «Осадочные горные породы» является искусственным, надуманным, он является архаизмом. Вследствие этого В. Т. Фролов пытается заменить его термином «экзолит». Поэтому анализ условий образования этих пород должен происходить раздельно.
В классе механогенных пород первые два понятия являются равнозначными и характеризуют разные свойства этого класса: механогенный — отражает механизм образования и переноса, обломочный — состав (состоит практически из обломков (понятие строго не определено)). Понятие Терригенный отражает источник материала, хотя механогенными являются и значительные массы обломочного материала, образуемого в подводных условиях.
Биогенные горные породы
Хемогенные горные породы

### Диагенез
Осадок, накопившийся на дне водоёма или на поверхности суши, обычно представляет собой неравновесную систему, состоящую из твёрдой, жидкой и газовой фаз. Между составными частями осадка начинается физико-химическое взаимодействие. Активное участие в преобразовании осадков принимают обитающие в иле организмы.
Во время диагенеза происходит уплотнение осадка под тяжестью образующихся выше него слоёв, обезвоживание, перекристаллизация. Взаимодействие составных частей осадка между собой и окружающей средой приводит к растворению и удалению неустойчивых компонентов осадка и формированию устойчивых минеральных новообразований. Разложение отмерших животных организмов и растений вызывает изменение окислительно-восстановительных и щелочно-кислотных свойств осадка. К концу диагенеза жизнедеятельность бактерий и других организмов почти полностью прекращается, а система осадок — среда приходит в равновесие.
Продолжительность стадии диагенеза изменяется в широких пределах, достигая десятков и даже сотен тысяч лет. Мощность зоны осадка, в которой протекают диагенетические преобразования, также колеблется в значительном диапазоне и, по оценке большинства исследователей, составляет 10— 50 м, а в ряде случаев, по-видимому, может быть и больше.

### Катагенез
В эту стадию осадочные породы претерпевают существенные преобразования, сопровождаемые изменением химико-минералогического состава, строения и физических свойств. Основными факторами преобразования пород являются температура, давление, вода, растворённые в ней соли и газообразные компоненты, рН, Eh и радиоактивное излучение. Направленность и интенсивность преобразований в значительной степени определяются составом и физическими свойствами пород. В процессе катагенеза происходит уплотнение пород, их обезвоживание, растворение неустойчивых соединений, а также перекристаллизация и образование новых минералов.

### Метагенез
На этой стадии происходит максимальное уплотнение осадочных пород, меняется их минеральный состав, структура. Преобразование пород происходит под влиянием тех же факторов, что и при катагенезе, но температура более высокая (200—300 °C), выше минерализация и газонасыщенность вод, иные значения Eh и рН.
Изменение структуры пород проявляется в укрупнении размера зёрен, в упорядочении их ориентировки, перекристаллизации с исчезновением фаунистических остатков. Завершается стадия метагенеза переходом осадочных пород в метаморфические горные породы.